# Bussy-Saint-Martin
Bussy-Saint-Martin település Franciaországban, Seine-et-Marne megyében. Lakosainak száma 728 fő (2022. január 1.). Bussy-Saint-Martin Saint-Thibault-des-Vignes, Torcy, Bussy-Saint-Georges, Collégien, Gouvernes és Guermantes községekkel határos.

## Népesség
A település népességének változása:
| Lakosok száma | 719  | 698  | 702  | 676  | 657  | 647  | 676  | 702  | 728  |
|               | 2013 | 2015 | 2016 | 2017 | 2018 | 2019 | 2020 | 2021 | 2022 |